# Laia (film 2016)
Laia è un film televisivo catalano del 2016, diretto da Lluís Danés i Roca e basato sull'omonimo romanzo del 1932 di Salvador Espriu.

## Trama
Tratto dal noto romanzo Laia, scritto nel 1932 da Salvador Espriu, il film è ambientato nel villaggio immaginario di Sinera, un piccolo paese costiero abitato da pescatori, con una serie di personaggi dai temperamenti estremi. Laia, una donna forte e coraggiosa che vive lì, lotta tra l'amore di Esteve e Quelot. Mentre sogna una libertà che solo il mare può darle e affronta l'odio di una società conservatrice, sessista e beata, avversità che la protagonista finirà per pagare a caro prezzo.

## Personaggi e interpreti
- Laia Nena, interpretata da Miranda Gas.
- Laia Nena (bambina), interpretata da Berta Castañé.
- Quelot, interpretato da Ivan Benet.
- Esteve, interpretato da Roger Casamajor.
- Anton, interpretato da Miquel Fernández.
- Anneta, interpretata da Clàudia Benito.
- Paulina, interpretata da Anna Cases.
- Fenoses, interpretato da Joan Crosas.
- Fragata, interpretata da Montserrat Carulla.
- Quim, interpretato da Jacob Torres.
- Endalet, interpretato da Boris Ruiz.
- Ventura, interpretato da Pep Sais.
- Gaspar, interpretato da Pep Cruz.

## Distribuzione
Il film è stato trasmesso sulla rete televisiva TV3 il 15 settembre 2016. Nel 2017 è stato candidato al Premio Gaudí come miglior film per la televisione.